# Zhu Rongji

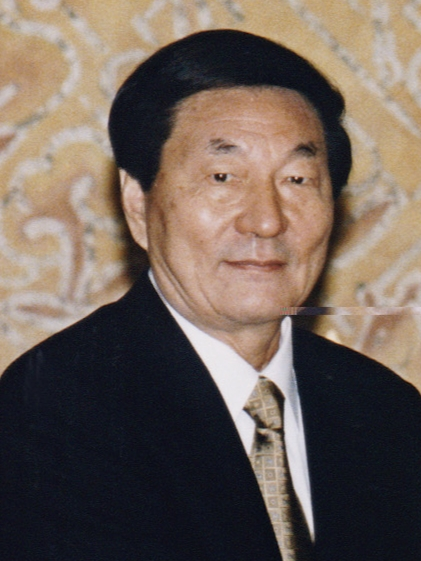
Zhu Rongji (2000)

Zhu Rongji (chinesisch 朱鎔基 / 朱镕基, Pinyin Zhū Róngjī, W.-G. Chu Jung-chi, [t͡ʂú ʐʊ̌ŋt͡ɕí]; * 23. Oktober 1928 in Changsha, Provinz Hunan, China) ist ein chinesischer Politiker, der einer der führenden wirtschaftlichen Reformer in der Kommunistischen Partei Chinas (KPCh) war. Von 1998 bis 2003 war er Chinas Ministerpräsident.

## Leben
Zhu Rongji ist seit 1949 Mitglied der Kommunistischen Partei Chinas. Von 1947 bis 1951 absolvierte er sein Studium der Elektrotechnik an der Tsinghua-Universität in Peking und begann danach als stellvertretender Abteilungsleiter in der Staatlichen Planungskommission zu arbeiten. Obwohl er zweimal nach Nordwestchina verbannt wurde, weil er Mao Zedongs Wirtschaftspolitik kritisierte, gewann er die Gunst des obersten Führers Deng Xiaoping und wurde 1987 als Vizeparteisekretär der Stadt Shanghai berufen. 1988 wurde Zhu zum Bürgermeister von Shanghai ernannt. Er sorgte für eine wirtschaftliche Verbesserung der Stadt, indem er den Weg für ausländische Investitionen freimachte. 1989 stieg er zu Shanghais Parteisekretär auf und wurde 1991 schließlich von Deng zum Vizeministerpräsidenten des Staatsrates der Volksrepublik China ernannt. 1993 stellte er sich als wirtschaftlicher Reformer heraus, nachdem er die Verantwortung für die chinesische Zentralbank übernahm und ein Programm zur Bekämpfung der Inflation erstellte. Bekannt für seinen Pragmatismus und seine sachliche Herangehensweise, wurde Zhu am 17. März 1998 zum Ministerpräsidenten ernannt.
Als Ministerpräsident erstellte er einen Plan, die Anzahl der staatlichen Stellen zu reduzieren sowie das stark verschuldete Bankensystem und staatseigene Unternehmen zu reformieren, ebenso das Wohn- und Gesundheitssystem. Es gelang ihm, etwa eine Million Stellen in der Verwaltung und beim Militär abzubauen. Die Vereinigten Staaten besuchte Zhu erstmals im April 1999 offiziell, er hoffte darauf, die bilateralen Beziehungen zu verbessern und US-amerikanische Unterstützung für Chinas Beitritt zur Welthandelsorganisation (WTO) zu erhalten. 2000 stimmte der US-Kongress für eine Abschaffung des alljährlichen Kongressberichtes zu Chinas Status als meistbegünstigte Nation, was China dabei half, 2001 der WTO beizutreten. 2003 gab Zhu Rongji aus Altersgründen das Ministerpräsidentenamt ab, sein Nachfolger wurde Wen Jiabao.

## Sonstiges
Zhu Rongji ist ein direkter Nachfahre des chinesischen Kaisers Hongwu (1328–1398), der 1368 die Ming-Dynastie gründete.

## Veröffentlichungen
- Glückwunsch zum 90. Geburtstag Helmut Schmidts. (in: Helmut Schmidt. Würdigungen, Essays und Glückwünsche zum 90. Geburtstag. Zweiter Teil. Der Publizist und Privatmann. [Beilage zu Die Zeit, Ausgabe 52/2008])